# Пам'ятки Широківського району
Пам'ятки Широківського району

## Офіційний список пам'яток історії, археології, архітектури та монументального мистецтва, що охороняються законом
Пам'ятки Широківського району

## Список пам'яток, що не увійшли до офіційного охоронного списку

### Пам'ятки монументального мистецтва
| Назва                                              | Рік встановлення | Сільрада      | Населений пункт    | Адреса                                                          | Координати                                                              | Коментар                                                                                               | Фото |
| -------------------------------------------------- | ---------------- | ------------- | ------------------ | --------------------------------------------------------------- | ----------------------------------------------------------------------- | --- | ---- |
| Пам'ятник Горькому                                 |                  | Новолатівська | Стародобровільське | Головна алея стародобровільського психоневрологічного інтернату | 47°46′07″ пн. ш. 33°13′39″ сх. д. / 47.768634° пн. ш. 33.227581° сх. д. | пам'ятник перенесений сюди зі знесеної Миколаївки                                                      |      |
| Пам'ятник Кірову                                   |                  | Новолатівська | Стародобровільське | Головна алея стародобровільського психоневрологічного інтернату | 47°46′07″ пн. ш. 33°13′39″ сх. д. / 47.768634° пн. ш. 33.227581° сх. д. | пам'ятник перенесений сюди з селища Отвод, де стояв біля школи № 98. Зараз на місці школи кар'єр ІнГЗК |      |
| Колгоспниця                                        |                  | Новолатівська | Стародобровільське | Головна алея стародобровільського психоневрологічного інтернату | 47°46′07″ пн. ш. 33°13′39″ сх. д. / 47.768634° пн. ш. 33.227581° сх. д. | пам'ятник перенесений сюди з сусідніх населених пунктів                                                |      |
| Пам'ятник пращурам-козакам засновникам Широківщини | 2012             | Широківська   | Широке             | Неподалік храму, головна вулиця                                 | 47°41′06″ пн. ш. 33°15′53″ сх. д. / 47.685078° пн. ш. 33.264593° сх. д. | |      |
| Пам'ятник «Мати та дитина»                         |                  | Широківська   | Широке             | Біля районної лікарні Широкого                                  | 47°41′23″ пн. ш. 33°16′51″ сх. д. / 47.689731° пн. ш. 33.28071° сх. д.  | |      |

### Технічні пам'ятки
| Назва | Рік встановлення | Сільрада | Населений пункт | Адреса | Координати | Коментар | Фото |
| ----- | ---------------- | -------- | --------------- | ------ | ---------- | -------- | ---- |
|       |                  |          |                 |        |            |          |      |

### Пам'ятки історії
| Назва                                         | Рік встановлення | Сільрада         | Населений пункт | Адреса | Координати                                                             | Коментар                                                                                | Фото |
| --------------------------------------------- | ---------------- | ---------------- | --------------- | --- | ---------------------------------------------------------------------- | --------------------------------------------------------------------------------------- | ---- |
| Могила радянського льотчика та пам'ятний знак |                  | Зеленобалківська | Зелена Балка    | біля польової дороги на південний схід від Зеленої Балки та на південний захід від села Червона Поляна Криворізького району | 47°50′55″ пн. ш. 33°09′54″ сх. д. / 47.84867° пн. ш. 33.165096° сх. д. | 28 октября 1943 года на этом поле погиб смертью храбрых лётчик Куренной Иван Михайлович |      |

#### Пам'ятні дошки
| Назва                                                                                   | Рік встановлення | Охоронний номер  | Населений пункт | Адреса | Координати | Коментар | Фото |
| --------------------------------------------------------------------------------------- | ---------------- | ---------------- | --------------- | ------ | ---------- | -------- | ---- |
| меморіальна дошка видатному діячу земляку Стрюку М. М.                                  |                  | Андріївська      | Андріївка       |        |            |          |      |
| меморіальна дошка видатному діячу земляку Голощуку Г. А.                                |                  | Гречаноподівська | Гречані Поди    |        |            |          |      |
| меморіальна дошка видатному діячу земляку Погорєлову М. С.                              |                  | Зеленобалківська | Зелена Балка    |        |            |          |      |
| меморіальна дошка видатному діячу земляку Лазебному М. О.                               |                  | Миколаївська     | Тихий Став      |        |            |          |      |
| меморіальна дошка видатному діячу земляку Мировичу А. І.                                |                  | Новомалинівська  | Новомалинівка   |        |            |          |      |
| меморіальна дошка видатному діячу земляку Дудніченку В. М.                              |                  | Новомалинівська  | Новомалинівка   |        |            |          |      |
| меморіальна дошка видатному діячу земляку Наконечному С. М.                             |                  | Чапаєвська       | Запоріжжя       |        |            |          |      |
| меморіальна дошка видатному діячу земляку Корнієнку І. С.                               |                  | Шестірнянська    | Шестірня        |        |            |          |      |
| меморіальна дошка видатному діячу земляку Болдинському Д. Я.                            |                  | Шестірнянська    | Шестірня        |        |            |          |      |
| меморіальна дошка видатному діячу земляку Біднову В. О.                                 |                  | Широківська      | Широке          |        |            |          |      |
| меморіальна дошка видатному діячу земляку Доценко Н. П.                                 |                  | Широківська      | Широке          |        |            |          |      |
| меморіальна дошка видатному діячу земляку Лобановському П. Г.                           |                  | Широківська      | Широке          |        |            |          |      |
| меморіальна дошка видатному діячу земляку Авраменко А. В.                               |                  | Широківська      | Широке          |        |            |          |      |
| меморіальна дошка видатному діячу земляку Курило М. М.                                  |                  | Широківська      | Широке          |        |            |          |      |
| меморіальна дошка видатному діячу земляку Шеменкову А. Д.                               |                  | Широківська      | Широке          |        |            |          |      |
| меморіальна дошка видатному діячу земляку Шульгіну А. І.                                |                  | Широківська      | Широке          |        |            |          |      |
| меморіальна дошка видатному діячу земляку Карнаушенку М. П.                             |                  | Широківська      | Широке          |        |            |          |      |
| меморіальна дошка видатному діячу земляку Сабурову О. М.                                |                  | Широківська      | Широке          |        |            |          |      |
| меморіальна дошка видатному діячу земляку Реві П. Ф.                                    |                  | Широківська      | Широке          |        |            |          |      |
| меморіальна дошка видатному діячу земляку Савченку П. К.                                |                  | Широківська      | Широке          |        |            |          |      |
| меморіальна дошка «Дітям дитячого будинку — жертвам Голодомору 1932-33рр»               |                  | Широківська      | Широке          |        |            |          |      |
| меморіальна дошка видатному діячу земляку Ведміцькому В. І.                             |                  | Широківська      | Широке          |        |            |          |      |
| меморіальна дошка «Розстріляним мирним жителям-євреям у роки Великої Вітчизняної війни» |                  | Широківська      | Широке          |        |            |          |      |

### Пам'ятки археології
| Назва | Рік встановлення | Охоронний номер | Населений пункт | Адреса | Координати | Коментар | Фото |
| ----- | ---------------- | --------------- | --------------- | ------ | ---------- | -------- | ---- |
|       |                  |                 |                 |        |            |          |      |

### Пам'ятки архітектури
| Назва | Рік встановлення | Охоронний номер | Населений пункт | Адреса | Координати | Коментар | Фото |
| ----- | ---------------- | --------------- | --------------- | ------ | ---------- | -------- | ---- |
|       |                  |                 |                 |        |            |          |      |

### Інші пам'ятки
| Назва | Рік встановлення | Охоронний номер | Населений пункт | Адреса | Координати | Коментар | Фото |
| ----- | ---------------- | --------------- | --------------- | ------ | ---------- | -------- | ---- |
|       |                  |                 |                 |        |            |          |      |